# Olav Skjøtskift
Olav Skjøtskift (1968) è un dirigente sportivo ed ex sciatore alpino norvegese.

## Biografia

### Carriera sciistica
Specialista delle prove veloci, Skjøtskift vinse la medaglia di bronzo nella discesa libera ai Campionati norvegesi del 1988; non prese parte a rassegne olimpiche né ottenne piazzamenti in Coppa del Mondo o ai Campionati mondiali.

### Carriera dirigenziale
Dopo il ritiro è divenuto delegato tecnico nei quadri della Federazione sciistica della Norvegia.

## Palmarès

### Campionati norvegesi
- 1 medaglia (dati dalla stagione 1987-1988):
  - 1 bronzo (discesa libera[senza fonte] nel 1988)